# بيت عضابي (عبس)

تعديل مصدري - تعديل

بيت عضابي هي إحدى قرى عزلة مطولة بمديرية عبس التابعة لمحافظة حجة، بلغ تعداد سكانها 321 نسمة حسب تعداد اليمن لعام 2004.